# Navadni žerjav
Navadni žerjav (znanstveno ime Grus grus) je ptič iz družine žerjavov. Ta srednje velika vrsta je edina vrsta žerjavov, ki jo lahko srečamo v Evropi, poleg deviškega žerjava (Anthropoides virgo). Poleg kanadskega (Grus canadensis), deviškega žerjava in brolge (Grus rubicunda), je ena izmed le štirih vrst žerjavov, ki trenutno ni označena kot ogrožena ali odvisna od ohranitvenih ukrepov. Navkljub številčnosti se na posameznih območjih dogajajo lokalna izumrtja ali odselitve, čemur običajno sledijo napori za ponovno poselitev, npr. v Veliki Britaniji.
Žerjavi načeloma ne gnezdijo v Sloveniji, temveč v severni in vzhodni Evropi, Slovenijo le preletijo. Gnezdijo v stepah, ki pa jih v zadnjih letih in desetletjih pogosto nadomeščajo poljske površine.
Žerjav običajno od konca repa do konice srednje dolgega kljuna meri od 96 do 119 cm, razpon njegovih peruti pa je med 180 do 222 cm. Noge in vrat so dolg ter ozki. Perje je modrikasto sivo, gnezdeči osebki pa dobijo rjasto rjav pridih zaradi barvil v barjanskih vodah, ki jih uživajo med valjenjem jajc. Kljun je okraste barve, grlo in sprednji del vratu sta črna, hrbtni del vratu pa je bel. Na vrhu glave ima žerjav golo kožo rdeče barve. Ko je na tleh, dajejo dolga črna letalna peresa vtis košatega repa, vendar je ta v resnici prav kratek. Žerjav leti z iztegnjenim vratom in nogami.
Žerjav dnevno svetlobo izrabi za iskanje hrane. Je vsejed, ki se hrani s korenikami, gomolji, mladimi poganjki, listi in plodovi rastlin, od živalske hrane mu tekne vse, kar najde: od odraslih žuželk in njihovih ličink, deževnikov, pajkov, stonog, do dvoživk, plazilcev, rib, malih sesalcev, jajc in ptičjih mladičev. Noči žerjavi prebijejo na skupinskih prenočiščih, na katera se vračajo vsako noč.